# Meri-Pori
Meri-Pori (finnois : Meri-Porin alue est un district de Pori en Finlande. 

## Présentation
Meri-Pori est une zone située dans la partie occidentale de la ville de Pori, sur la côte de la mer de Botnie. Ses quartiers les plus peuplés sont Pihlava,  Kyläsaari, Enäjärvi, Kaanaa, Mäntyluoto, Uniluoto et Reposaari.

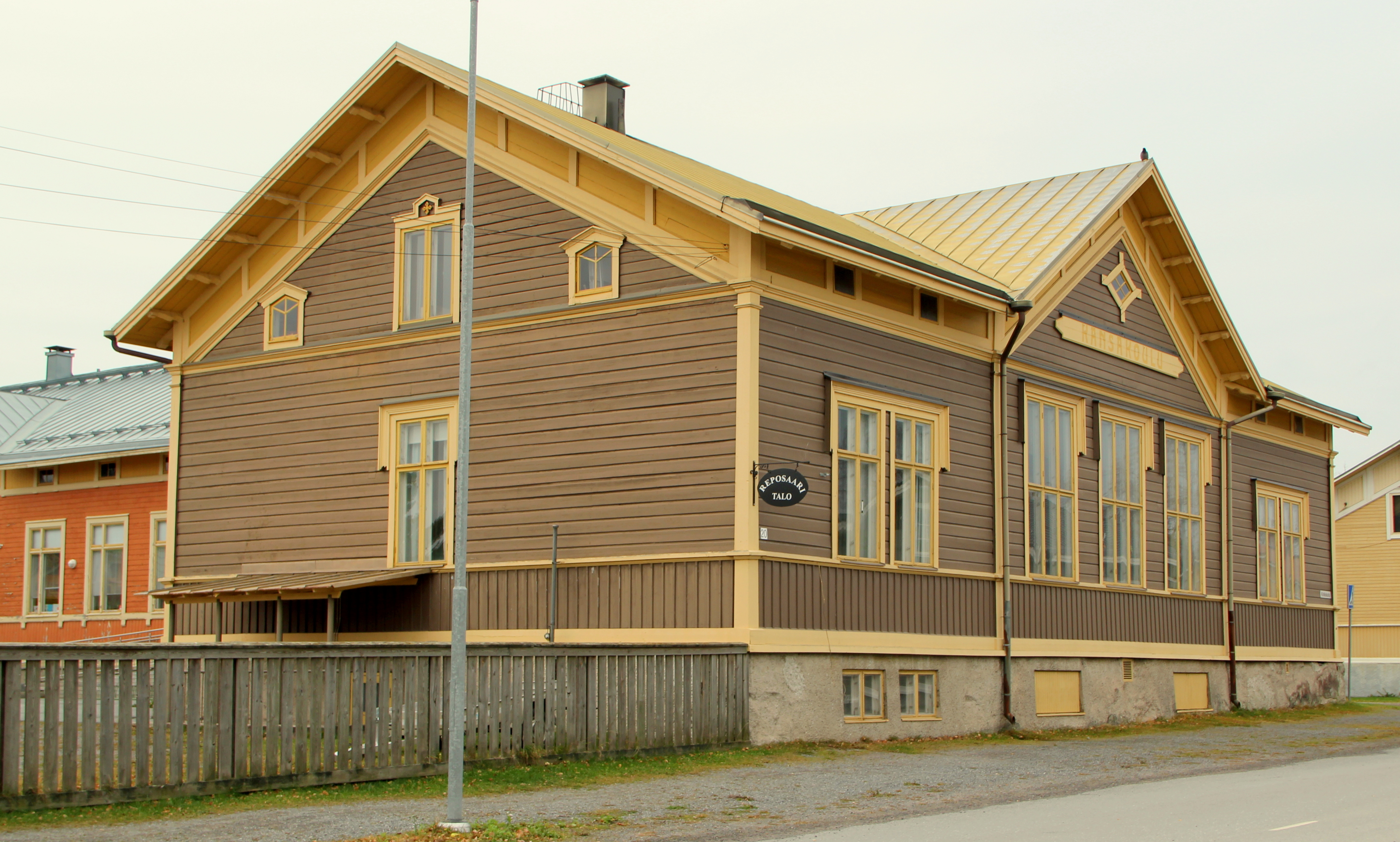
École à Reposaari.
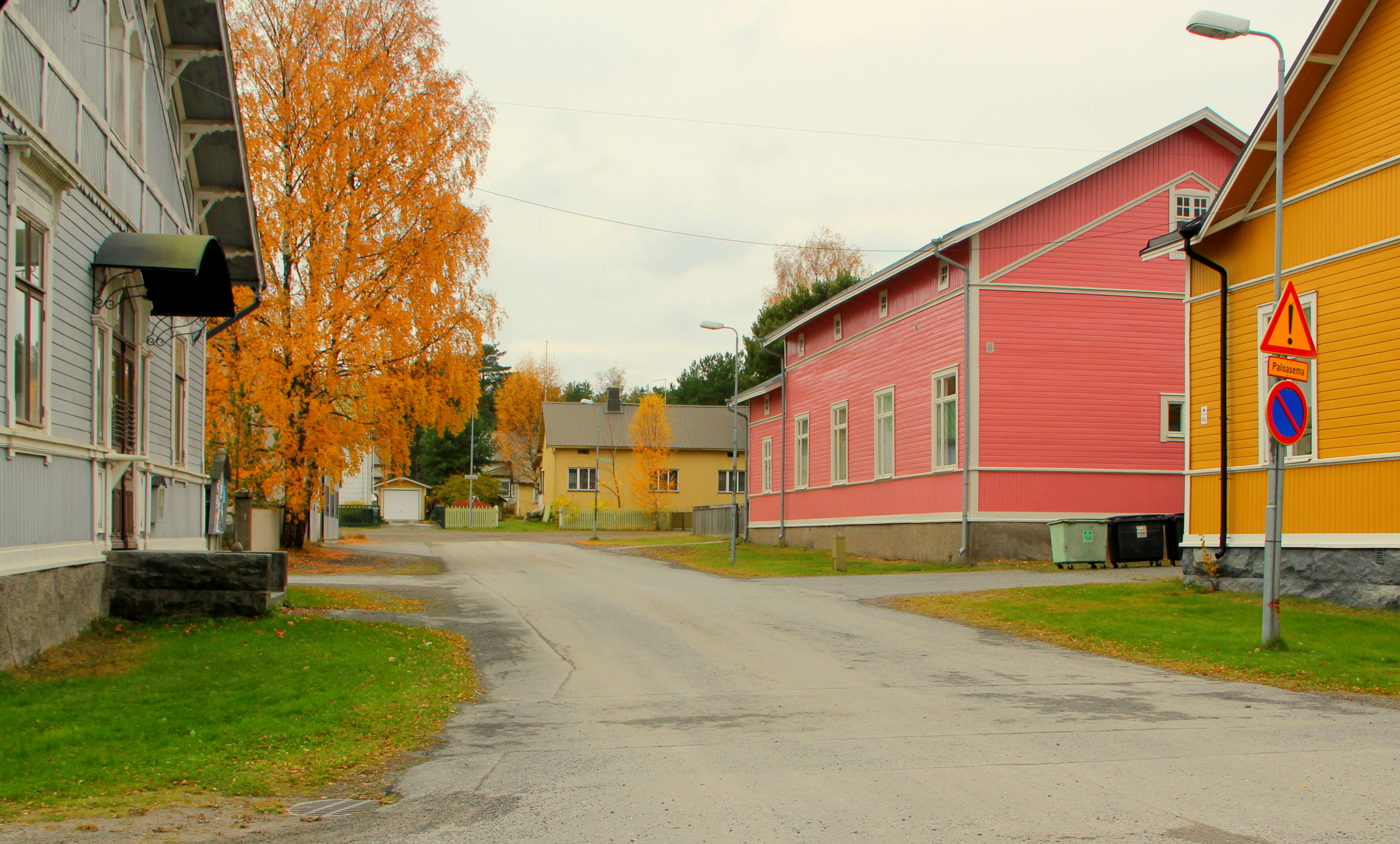
Rue de Reposaari.
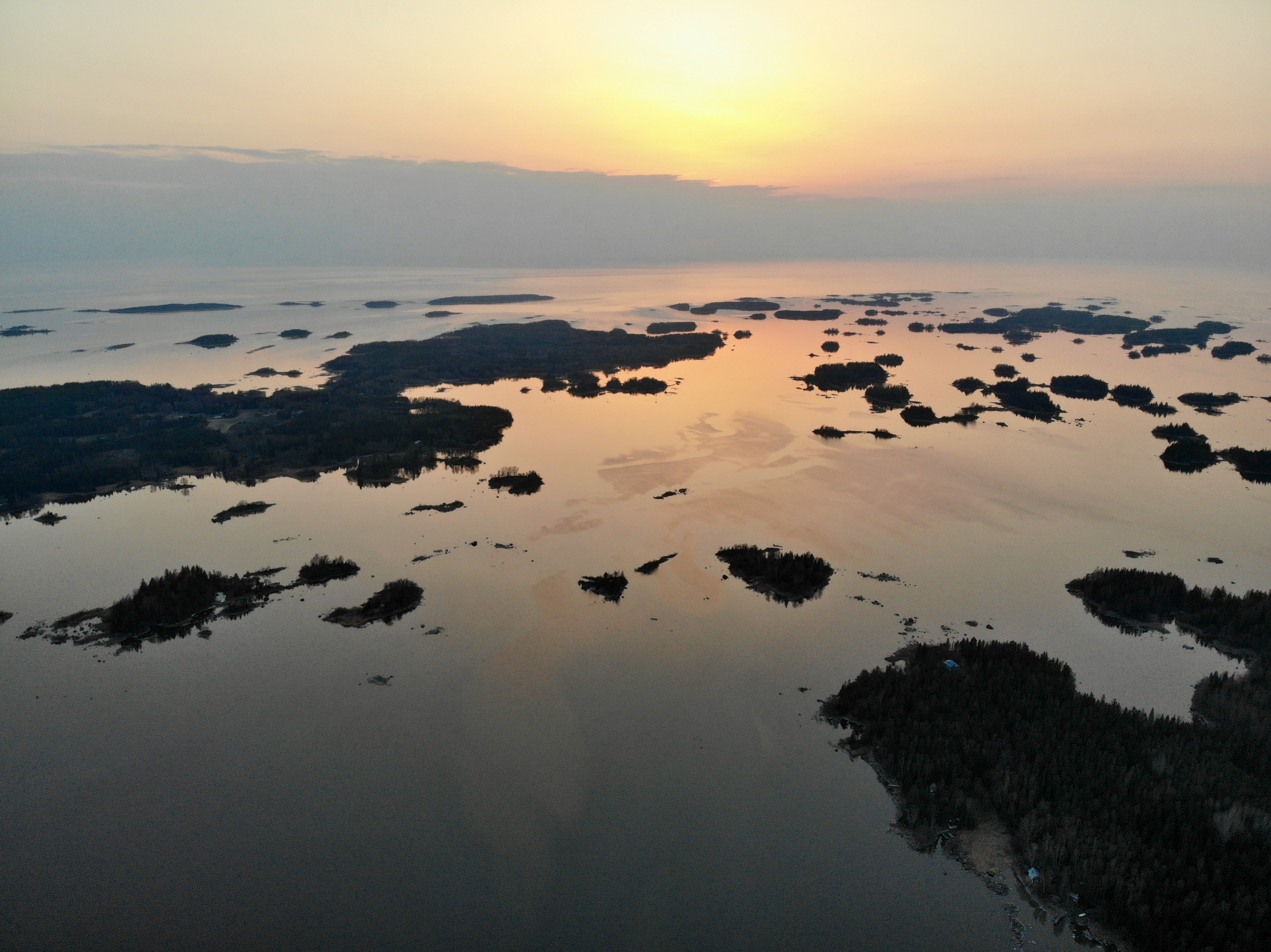
L'archipel de Pori.
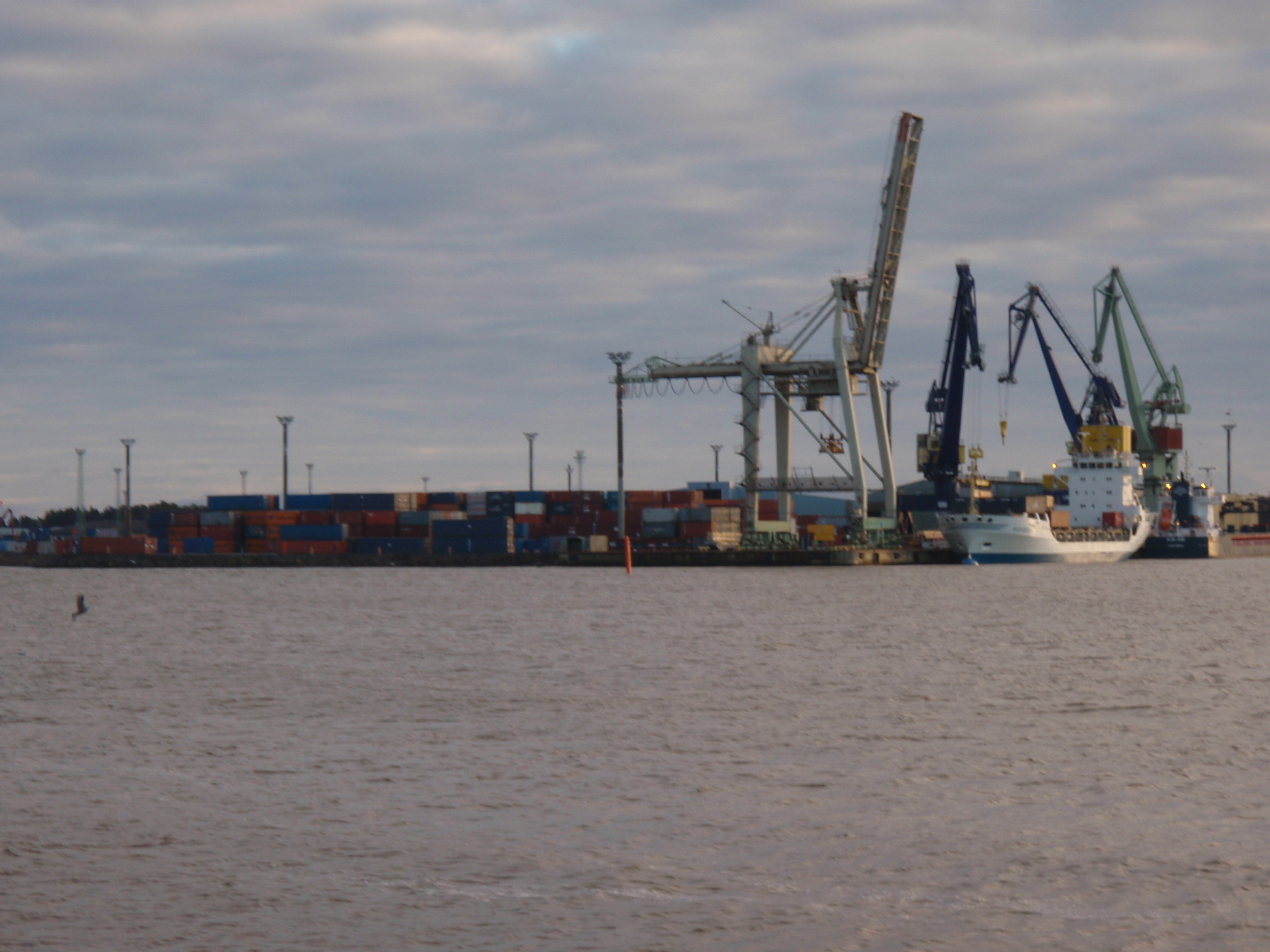
Le port de Mäntyluoto.
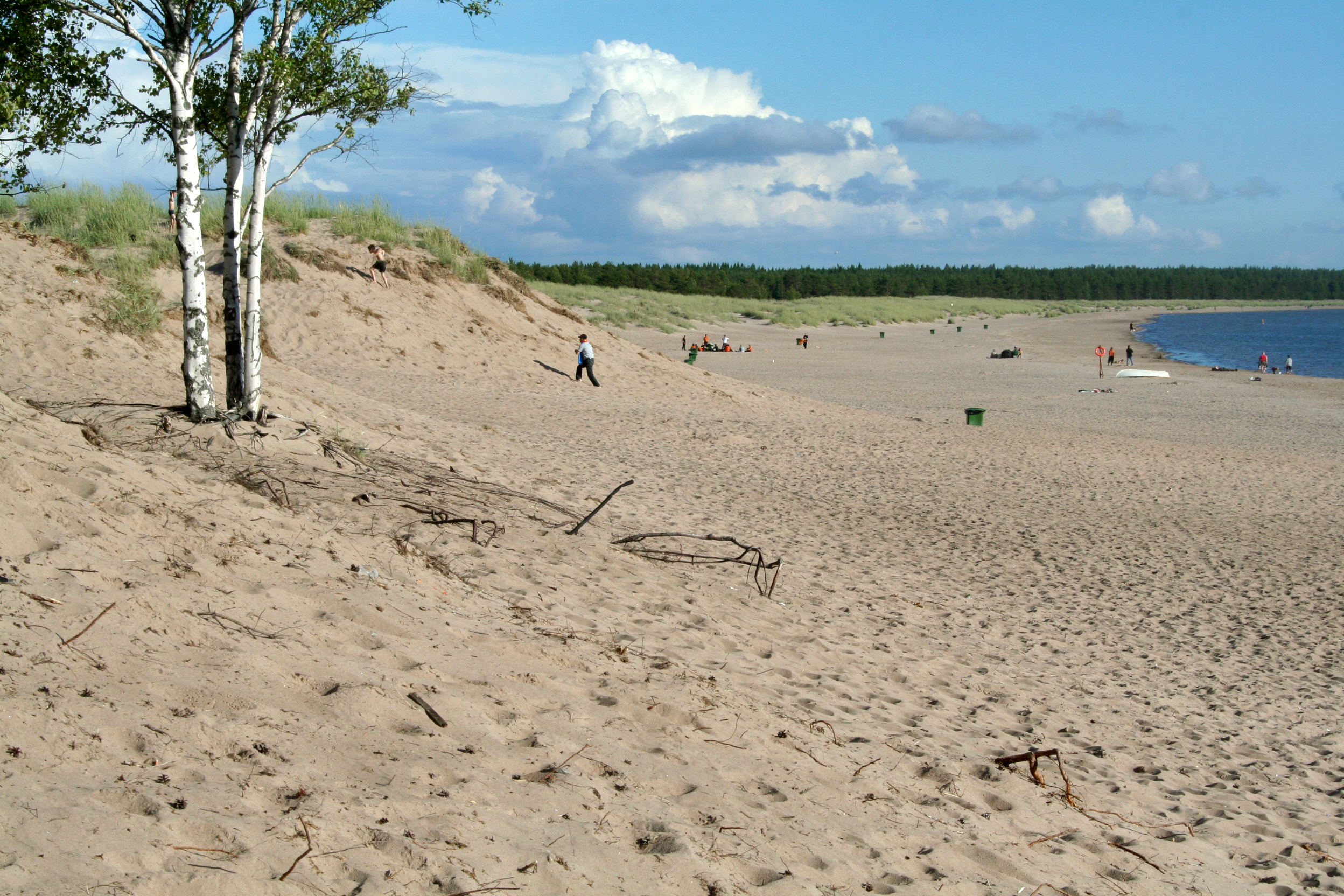
Plage d'Yteri.